# 東莞籃球中心
東莞籃球中心（とうがんらんきゅうちゅうしん、中: 东莞篮球中心）は中華人民共和国・広東省東莞市に所在する多目的アリーナ。日本語では「東莞バスケットボールセンター」とも呼ばれる。

## 概要
2014年に完成。2019年11月までは「東風日産文体中心」とも呼ばれた。2015年にはバドミントンのスディルマン杯が当地で開催。2016年にはCBAオールスターウィークエンドが開催された。また2019年にはFIBAバスケットボール・ワールドカップが開催された。現在は命名権スポンサーが替わり「東莞銀行籃球中心（东莞银行篮球中心）」とも呼ばれる。